# Gruppo Sportivo Carbosarda 1948-1949
Questa voce raccoglie le informazioni riguardanti il Gruppo Sportivo Carbosarda  nelle competizioni ufficiali della stagione 1948-1949.

## Rosa
| N. |                   | Ruolo | Calciatore         |
| -- | ----------------- | ----- | ------------------ |
|    | Italia (bandiera) | P     | Flaminio Antoniani |
|    | Italia (bandiera) | D     | Amedeo Buttarelli  |
|    | Italia (bandiera) | D     | Coccia             |
|    | Italia (bandiera) | A     | Attilio Delfini    |
|    | Italia (bandiera) | C     | Donatini           |
|    | Italia (bandiera) | C     | Fiori (I)          |
|    | Italia (bandiera) | A     | Mario Fiori (II)   |

| N. |                   | Ruolo | Calciatore        |
| -- | ----------------- | ----- | ----------------- |
|    | Italia (bandiera) | A     | Mario Lazzari     |
|    | Italia (bandiera) | A     | Lazzarini         |
|    | Italia (bandiera) | D     | Sergio Pancia     |
|    | Italia (bandiera) | C     | Giovanni Pisano   |
|    | Italia (bandiera) | D     | Riva              |
|    | Italia (bandiera) | D     | Giovanni Volpe    |
|    | Italia (bandiera) | C     | Salvatore Zichina |